# Kurt Ahrens
Kurt Karl Heinrich Ahrens, även kallad  Kurt Ahrens Jr, född 19 april 1940 i Braunschweig, är en tysk racerförare.

## Racingkarriär

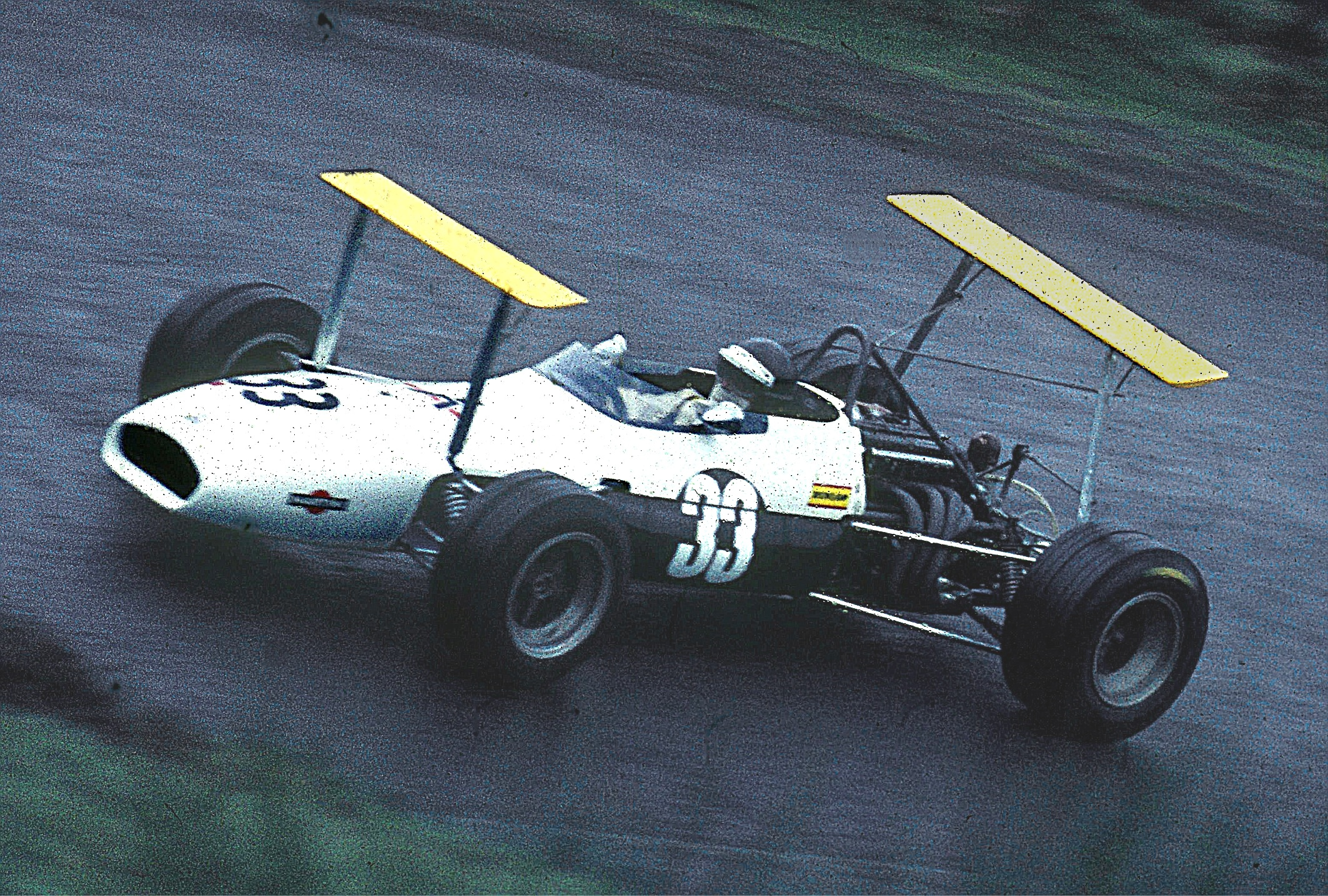
Kurt Ahrens i en Brabham F2 1969.

Racerföraren Ahrens, som var son till den tyske speedwaymästaren Kurt Ahrens, började tävla i formel 3 1958. Han blev dock inte känd förrän han vann det tyska Formel Junior-mästerskapet 1961, vilket han upprepade 1963. Han började tävla internationellt i formel 2 i en Brabham 1965. 
Ahrens deltog i några formel 1-lopp. Han körde en Brabham-Repco sponsrad av Caltex i Tyskland 1968 där han kom tolva. Han körde även i Tyskland 1966, Tyskland 1967 och Tyskland 1969 men då i F2-klassen.
1969 körde han för Porsches sportvagnsstall och vann då Zeltweg 1000 km tillsammans med Jo Siffert. Han vann sedan Nürburgring 1000 km tillsammans med Vic Elford 1970. Han lade av racingen 1971 och började istället att utveckla familjens bilhandelsföretag.

## F1-karriär
| Säsong | Stall/Tillverkare             | Poäng | Placering |
| ------ | ----------------------------- | ----- | --------- |
| 1968   | Caltex Racing (Brabham-Repco) | 0     | –         |